# Pierre Wigny

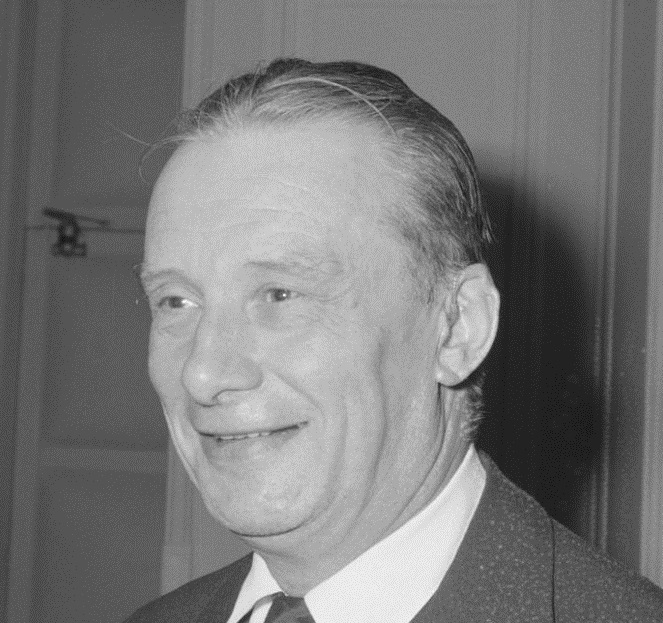
Pierre Wigny in 1966

Pierre Louis Jean Joseph baron Wigny (Luik, 18 april 1905 - Brussel, 21 september 1986) was een Belgisch katholiek politicus en minister voor de PSC.

## Levensloop
Pierre Wigny studeerde politieke en sociale wetenschappen en internationaal recht aan de Université de Liège. Hij promoveerde tot doctor in de rechten in Luik en aan de Harvard-universiteit in de Verenigde Staten. Beroepshalve was hij jurist en buitengewoon hoogleraar aan de Université de Namur en de Université catholique de Louvain. Vanaf 1945 was hij tevens directeur van de studiedienst CEPESS en vanaf 1947 bestuurder van het Koninklijk Instituut voor Internationale Betrekkingen.
Hij werd politiek actief voor de PSC en zetelde van 1949 tot 1971 voor het arrondissement Doornik-Aat in de Kamer van volksvertegenwoordigers. Van 1968 tot 1971 was hij ondervoorzitter van de PSC. Eveneens zetelde hij vanaf 1952 in de Gemeenschappelijke Vergadering van de Europese Gemeenschap voor Kolen en Staal en van maart tot juli 1958 als lid van het Europees Parlement, waar hij fractievoorzitter was van de christendemocraten.
Wigny volgde tevens een ministeriële loopbaan: van 1947 tot 1950 was hij minister van Koloniën in de regering-Spaak III, de regering-Spaak IV, de regering-G. Eyskens I en de regering-Duvieusart, van 1958 tot 1961 was hij minister van Buitenlandse Zaken in de regering-G. Eyskens II en de regering-G. Eyskens III en van 1966 tot 1968 minister van Franse Cultuur en Justitie in de regering-Vanden Boeynants I.
Van 1971 tot 1975 was hij voorzitter van de bank Beroepskrediet. Hij was ook bestuurder van ACEC, werkend lid van de Koninklijke Academie voor Wetenschappen, Letteren en Schone Kunsten en erelid van de Koninklijke Academie voor Overzeese Wetenschappen. Wigny was ook voorzitter van de Commission royale des Monuments et des Sites, bestuurder van de Internationale Vereniging voor Plattelandsontwikkeling Overzee en medewerker van verschillende kranten.

## Congocrisis
Pierre Wigny was als minister van Buitenlandse Zaken samen met minister van Afrikaanse Zaken Harold Charles d'Aspremont Lynden politiek verantwoordelijk voor het Belgisch beleid aan het begin van de Congocrisis. Na de onafhankelijkheid van Congo in 1960 leidde Belgische inmenging achter de schermen tot de afzetting en liquidatie van Patrice Lumumba, de wettig verkozen premier van het land, die door het Belgisch establishment gezien werd als te onbetrouwbaar. Kolonel Mobutu Sese Seko raakte met Belgische steun aan de macht en zou het land gedurende 40 jaar als dictator regeren door middel van repressie en cliëntelisme.